# Resnik (cràter)
Resnik és un petit cràter d'impacte que es troba dins de l'interior de l'enorme plana emmurallada del cràter Apollo, a la cara oculta de la Lluna. Apollo és una formació de doble anell amb un sòl central que ha estat inundat per la lava basàltica. Resnik es troba a l'extrem nord de la zona fosca de la superfície, al sud-oest del cràter més petit McAuliffe.

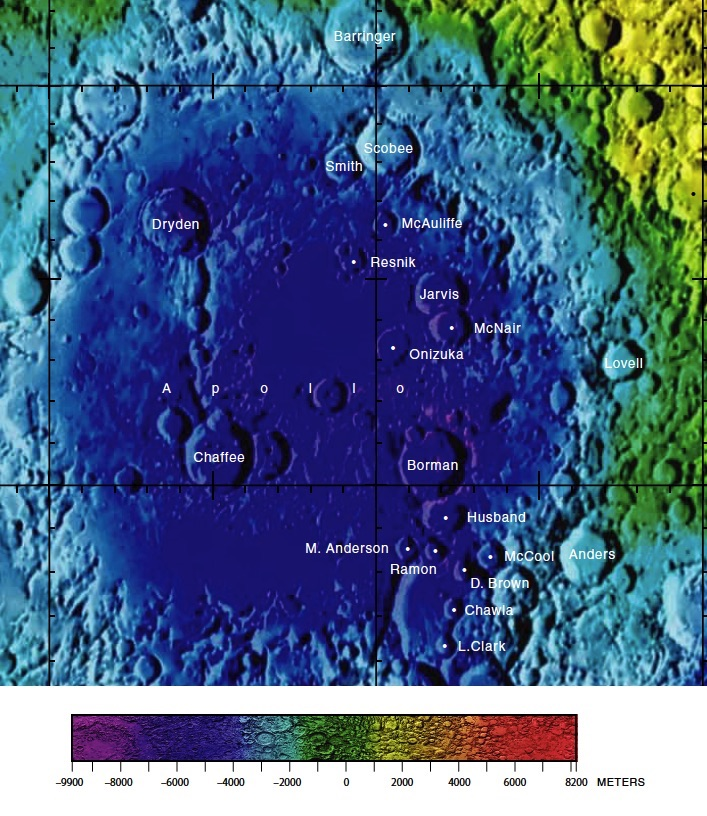
Localització de Resnik (centre de la meitat superior de la imatge)
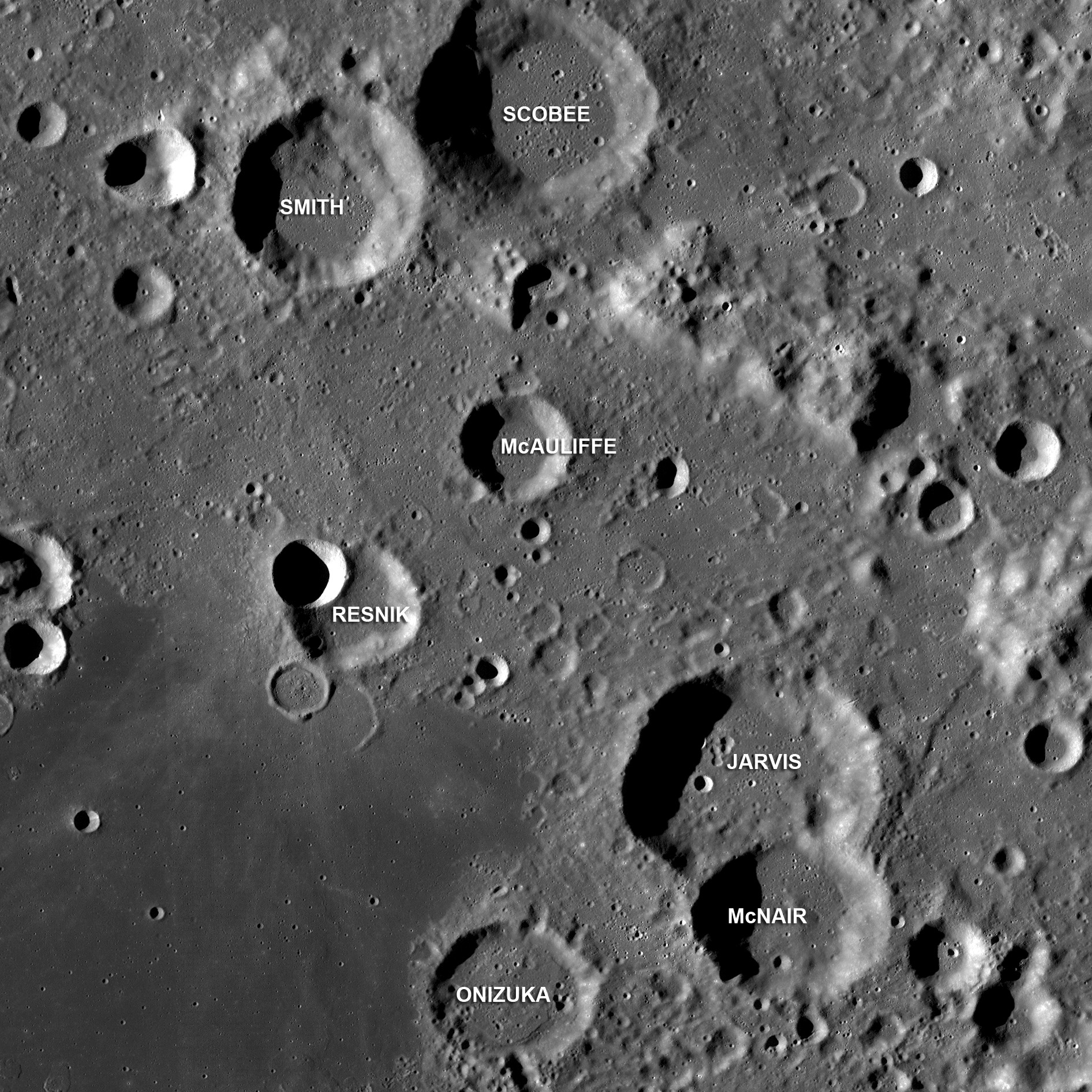
Rodalies de Resnik (fotografia de la missió LRO)
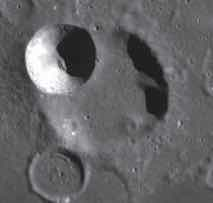
Imatge de la missió LRO

És un cràter circular amb forma de bol. Sobre la vora nord-oest presenta un cràter d'impacte en forma de copa i amb una albedo més alta que la de Resnik. Un petit cràter parcialment submergit per la lava està unit a l'exterior en la vora sud, coincidint amb una porció de la vora del cràter també submergit que es troba just a l'est d'aquest impacte.
El nom del cràter va ser aprovat per la UAI el 1988 en honor de Judith Resnik, morta en l'accident del transbordador espacial Challenger el 28 de gener de 1986. El cràter va ser anteriorment designat Borman X, un cràter satèl·lit de Borman.